# Les Demoiselles des bords de la Seine (été)
Pour les articles homonymes, voir demoiselle.
Les Demoiselles des bords de la Seine (été) est un tableau de Gustave Courbet, peint en 1856-1857 et exposé au Petit Palais à Paris.

## Description
Il s'agit d'une huile sur toile au format paysage et de grandes dimensions représentant deux femmes allongées dans l'herbe sous des arbres, au bord de l'eau. 
Occupant tout le devant du tableau, la première femme est habillée d'une robe blanche à motifs ; elle est couchée sur le ventre, sa tête nue repose sur une étoffe, et elle a les yeux mi-clos. La deuxième femme porte une robe rouge, tient un bouquet de fleurs ; la tête, couverte d'un chapeau, appuyée sur sa main, elle regarde au loin, vers l'eau. Sur la droite, au pied d'un arbre, on distingue un chapeau piqué de fleurs.
Le titre complet indique que nous sommes en été, et que ce sont là deux demoiselles, qu'elles ne sont donc pas mariées. L'eau est celle de la Seine dont on distingue l'autre rive, dans le coin supérieur gauche. On aperçoit une barque amarrée au rivage et remplie d'objets (chapeau, tissus...). Les trois arbres sont des chênes.

## Histoire du tableau

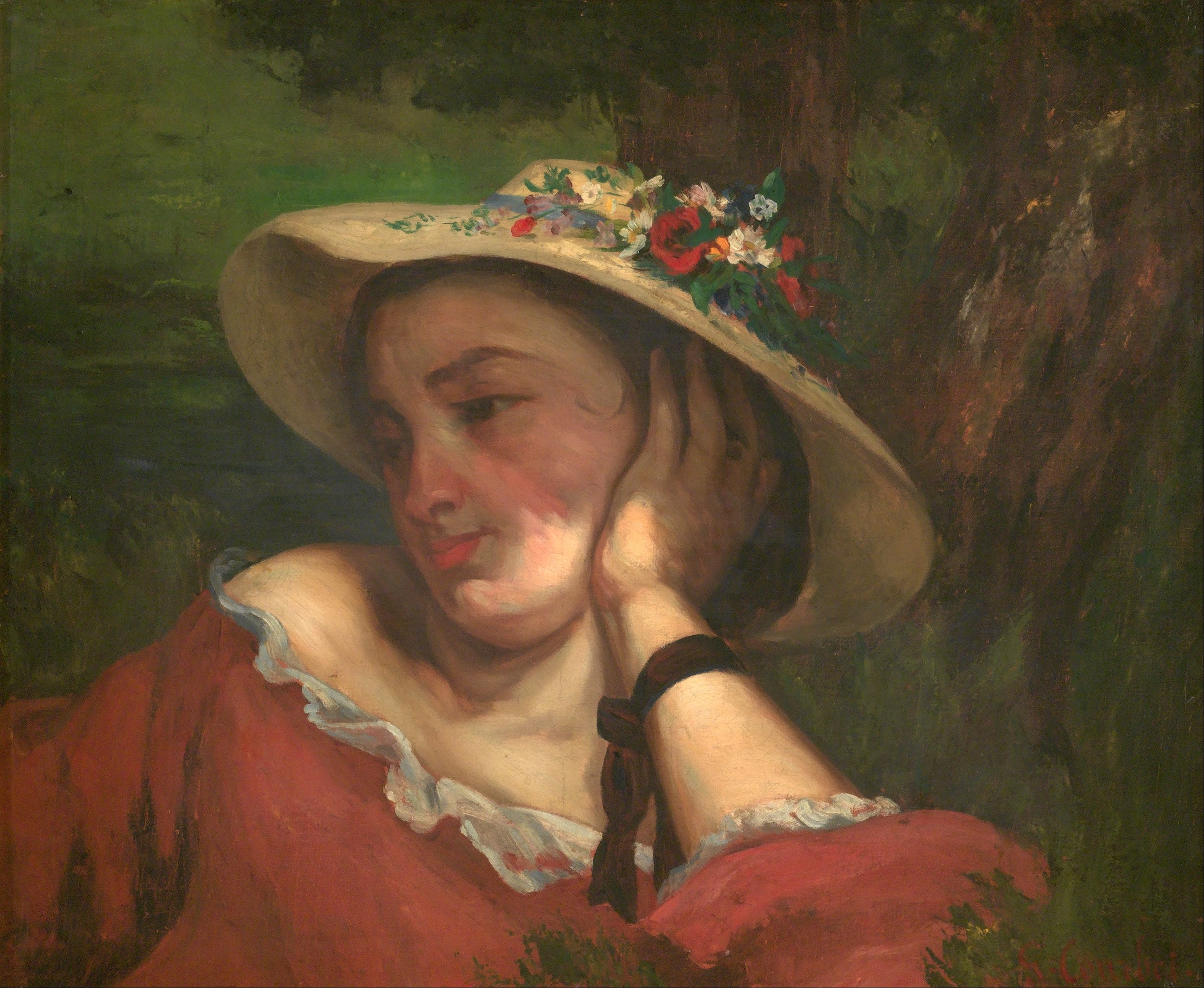
Esquisse de femme (signée, 1856), pour le tableau final, Prague, Galerie nationale.

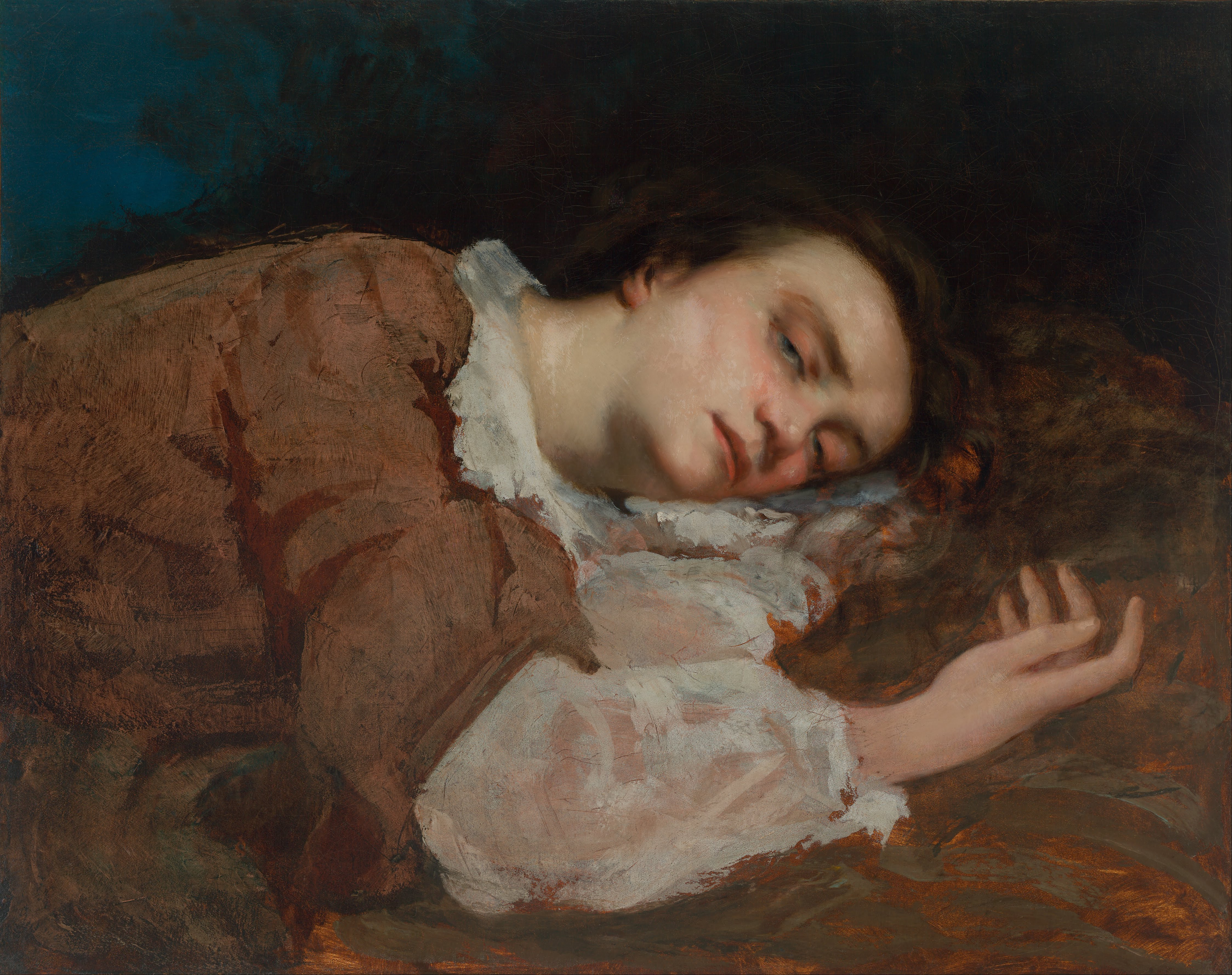
Une autre Esquisse de femme (non signée, 1856), pour le tableau final, Canberra, National Gallery of Australia.

Ce tableau a été peint par Gustave Courbet entre la fin 1856 et le début 1857. Il est présenté au jury du Salon de Paris, accepté et exposé à partir du 15 juin, au milieu de cinq autres tableaux de l'artiste (trois paysages et deux portraits). Il est également exposé au Salon de Bruxelles de 1860.
Il est acheté par Étienne Baudry (1830-1908), ami et mécène de Courbet, puis légué par celui-ci à Juliette Courbet, sœur du peintre, qui en fait don à l'État français en 1906.

## Analyse et postérité
Ces demoiselles sont deux citadines venues se rafraîchir un jour d'été au bord de l'eau. Le réalisme de la scène, d'une sensualité affirmée, s'impose par la franchise des physionomies et des attitudes. La modernité du sujet annonce la grande fortune picturale des bords de Seine, célébrés par les impressionnistes, une génération plus tard. Cette œuvre, singulière par son sujet moderne et son grand format inhabituel pour une scène de genre, bouscule les règles de l'art. Courbet, volontiers provocateur, déclencha un scandale critique en exposant Les Demoiselles au Salon de 1857.
Selon Jules-Antoine Castagnary, il fait écho à un autre tableau de Courbet, Les Demoiselles de village (1851).
Il existe une version plus petite (96,5 x 130 cm), de l'ordre de l'esquisse, qui se trouve à la National Gallery de Londres. Par ailleurs, il existe diverses petites toiles préparatoires représentant des portraits de l'une ou l'autre femme de la toile finale.
En 1950, Pablo Picasso propose une réinterprétation de ce tableau, exposée au Kunstmuseum de Bâle.